# Рихман, Георг Вильгельм
Гео́рг Вильге́льм Ри́хман (нем. Georg Wilhelm Richmann; 11 [22] июля 1711, Пернов, Шведская империя — 26 июля [6 августа] 1753, Санкт-Петербург) — российский физик немецкого происхождения, действительный член Академии наук и художеств (адъюнкт с 1740, профессор физики с 1741). Основные работы — по калориметрии и электричеству. Вывел носящую его имя формулу для определения температуры смеси однородных жидкостей, имеющих разные температуры. Проводил опыты по теплообмену и испарению жидкостей в различных условиях. Предложил первую работающую модель электроскопа со шкалой. Соратник и друг М. В. Ломоносова. Погиб при проведении опытов с атмосферным электричеством.

## Биография
Родился в 1711 году в семье балтийских немцев в городе Пернау (сегодня Пярну, Эстония), что находилось в шведской Ливонии, но стало частью Российской империи в результате Великой Северной войны (1700—1721). Его отец умер от чумы до рождения сына, и его мать снова вышла замуж. Его обучение началось в Ревеле (ныне Таллин, Эстония), но университетские науки он изучал в Германии в Халле и Йене. Занимая должность домашнего учителя в семье графа Остермана, он прибыл вместе с ней в Петербург. Учениками его в этой семье были: Иван, ставший вице-канцлером, и Фёдор, исполнявший обязанности Московского губернатора.
23 июля 1735 года Рихман представил сочинение по предмету физики вместе с просьбой о принятии автора под покровительство Академии и 13 октября 1735 года распоряжением президента Академии наук и художеств барона Корфа был принят в студенты Академии по классу физики. Рихман занимался этой наукой под руководством профессора Крафта и помогал ему в его исследованиях и опытах. С 15 апреля 1740 года определён адъюнктом, а с 2 апреля 1741 года назначен вторым профессором теоретической и практической физики Академии наук и художеств. 29 мая 1744 г. Крафт выбыл из Академии, и Рихман занял его место.
К физическим опытам Рихмана, и особенно с электричеством — проявляла интерес императрица Елизавета Петровна. В марте 1745 года во дворце была отведена даже особая комната, где Рихман должен был демонстрировать электрические эксперименты. Не раз приходилось Рихману показывать физические опыты и в самой Академии посещавшим её членам Святейшего Синода и послам различных европейских государств.

## Опыты с атмосферным электричеством

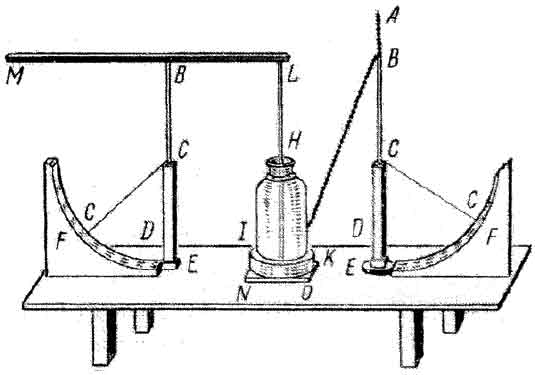
«Электрический указатель», рисунок Рихмана

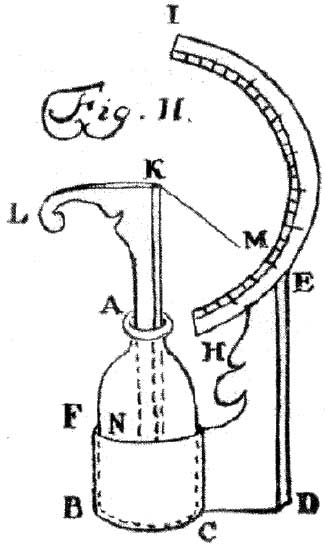
Усовершенствованный электрометр Рихмана, 1753 г.

Занятия Рихмана атмосферным электричеством после получения им сведений об исследованиях Франклина получили новый импульс. 3 июля 1752 года он представил на Конференции Академии доклад, не появившийся в печати. Его опыты над атмосферным электричеством, сведения о которых он постоянно сообщал в «Петербургских Ведомостях», производились регулярно летом 1752 и 1753 годов.
От установленного на крыше дома, где жил Рихман, железного изолированного шеста в одну из комнат квартиры была проведена проволока, к концу которой крепились металлическая шкала с квадрантом и шелковая нить, по углу отклонения которой под воздействием атмосферного электричества Рихман делал измерения. Рихман неутомимо работал со своим прибором, который усовершенствовал, соединив его с лейденской банкой.

## Трагическая смерть

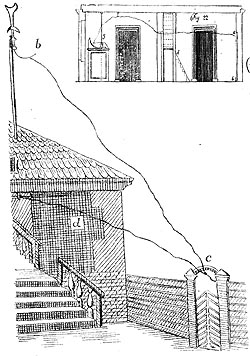
Домашняя лаборатория Рихмана, рис. М. В. Ломоносова

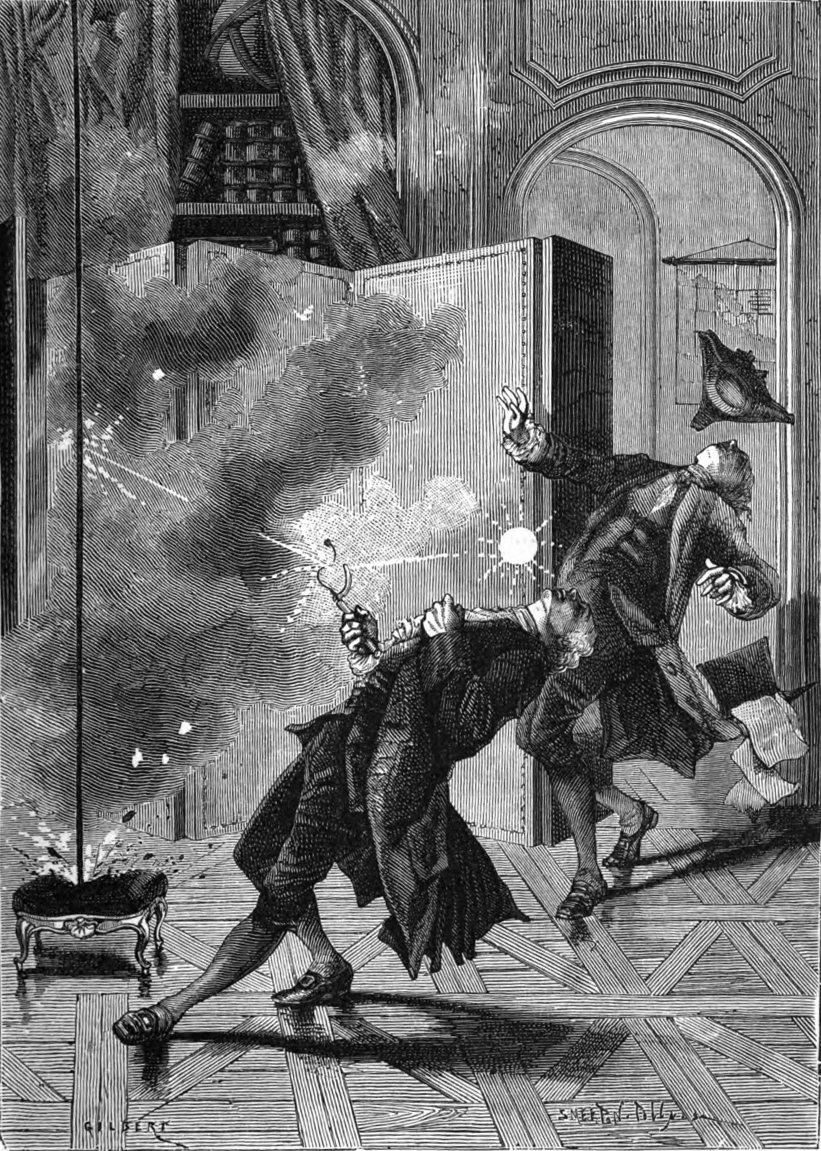
Трагическая гибель Рихмана

6 августа 1753 года во время грозы, когда Рихман стоял на расстоянии около 30 см от прибора, от последнего направился к его лбу бледно-синеватый огненный шар. Раздался удар, подобный пушечному выстрелу, и Рихман упал мёртвый, а находившийся тут же гравер Соколов был повален на пол и временно оглушён.
Соколов оставил рисунок, запечатлевший гибель Рихмана.
«…Красно-вишнёвое пятно видно на лбу, а вышла из него громовая электрическая сила из ног в доски. Ноги и пальцы сини, башмак разорван, а не прожжён…» Так описывал смерть своего соратника и друга в письме к графу И. И. Шувалову М. В. Ломоносов. Там же Ломоносов пишет: «Рихман умер прекрасной смертью, исполняя по своей профессии должность. Память его никогда не умолкнет», но в то же время беспокоится, «чтобы сей случай не был истолкован противу приращений наук».
Трагическая гибель Рихмана от шаровой молнии при исследовании атмосферного электричества «электрическим указателем» (прибором-прообразом электроскопа), который не был заземлён, имела большой резонанс во всем мире, в России временно запретили исследования электричества.
Рихман, возможно, стал первым лицом, погибшим при проведении электрических экспериментов.

## Научные труды
В Трудах Академии наук им напечатано: 19 работ по калориметрии и термометрии, 2 — по электричеству, 1 — по магнетизму. Не опубликованы 5 работ по молекулярной физике, 40 сообщений и статей по электричеству и магнетизму, 3 работы по механике, 2 — по оптике.
3атем появился первый электроизмерительный прибор — электрометр. Его история начинается с электрического указателя, созданного Рихманом вскоре после изобретения лейденской банки. Этот прибор состоял из металлического прута, к верхнему концу которого подвешивалась льняная нить определенной длины и веса. При электризации прута нить отклонялась. Угол отклонения нити измерялся с помощью шкалы, прикрепленной к стержню и разделенной на градусы.
В последующее время были изобретены различной конструкции электрометры. Так, например, электроскоп, созданный итальянцем Беннетом, имел два золотых листочка, помещенных в стеклянный сосуд. При электризации листочки расходились. Будучи снабженым шкалой, такой прибор мог измерять, как тогда говорили, «электрическую силу». Но что такое «электрическая сила», этого еще никто не знал, то есть неизвестно было, какую физическую величину измеряет этот прибор. Данный вопрос был выяснен значительно позже.

## В литературе
- Упоминается в повести М. А. Алданова «Пуншевая водка».
- Упоминается в романе В. Пикуля «Фаворит».
- Упоминается в романах Д. Гранина «Искатели», «Иду на грозу».

## В кинематографе
- «Михайло Ломоносов» (СССР, 1955). В роли Рихмана — Антс Эскола.
- «Михайло Ломоносов» (СССР, 1986). В роли Рихмана — Леонид Ярмольник.